# Торрес (юдикат)

Юдикаты средневековой Сардинии

Логудоро (Торрес) (итал. Giudicato di Logudoro, Giudicato di Torres) — средневековое суверенное княжество (юдикат) в Сардинии.
Подразделялось на 20 кураторий, управлявшихся кураторами.
Известно с XI века. Столица — Торрес, затем Ардара, затем Сассари.
Итальянский историк Джованни Франческо Фара (Giovanni Francesco Fara) в своей книге De rebus Sardois (1580) пишет, что папа Александр II в начале своего понтификата (ок. 1061/1062) назначил двух королей Сардинии — Баризоне и Торкиторио, одного в Логудоро, второго в Кальяри («duos reges Sardiniæ…Barisonem et Torquitorium…unum Logudorii, alterum Caralis regem»).
Судьи (judices):
- Баризоне I (ум. между 1064 и 14 окт. 1073)
- Мариано I (ум. после 14 окт. 1073) — сын
- Костантино I (ум. между 24 мая 1120 и 6 марта 1131) — сын
- Гонарио II (ум. после 1153) — сын
- Баризоне II (ум. после 1191) — сын (отрёкся в 1186)
- Костантино II (ум. после 1191) — сын
- Комита (ум. 1218), сын Гонарио II
- Мариано II (ум. 1233) — сын
- Баризоне III (ум. 1235) — сын
- Аделазия (ум. 1259) — дочь Мариано II
- Энцио (1215—1272), внебрачный сын императора Фридриха II, муж Аделазии. С 1249 года в заключении.

После смерти юдикессы Аделазии (1259), не оставившей наследников, Сассари стал автономным городом, а прочие владения княжества отошли генуэзским родам Дориа и Маласпина.
В 1324 году территория бывшего юдиката Торрес была завоёвана Арагоном.